# 太和県 (興県)
太和県（たいわ-けん）は中華人民共和国山西省呂梁市にかつて存在した県。現在の興県北部に相当する。
隋末に設置された。唐朝が成立すると626年（武徳9年）に廃止となり、臨津県に編入されたが、629年（貞観3年）に再設置、635年（貞観9年）に廃止され、合河県に編入された。